# Agnes Harben
Agnes Helen Harben (5 de setembro de 1879 - 29 de outubro de 1961) foi uma líder sufragista britânica que também apoiou os grevistas de fome das militantes suffraggette e foi fundadora dos Sufragistas Unidos.

## Ativismo político
Harben era uma integrante da Sociedade Fabiana, uma sociedade de debate socialista e internacionalista, que influenciou a formação do movimento trabalhista.
Harben e seu marido apoiaram o direito das mulheres de votar e se moveram em círculos políticos e intelectuais importantes, por exemplo, jantando em 6 de fevereiro de 1912 com o barão Cecil Harmsworth, um parlamentar liberal, e entretido outros ativistas políticos e escritores, por exemplo Emmeline Pankhurst, George Bernard Shaw, Sidney e Beatrice Webb e H. G. Wells. O marido de Harben era próximo dos Pankhursts e fornecia fundos para a WSPU e para a União Nacional das Sociedades de Sufrágio Feminino. Embora a própria Harben não tenha sido presa por ação militante, ela deu apoio prático, em vez de denunciar as mulheres que o fizeram, e arrecadou dinheiro, por exemplo, por uma 'Feira Americana'. Os Harbens forneceram um lar para Annie Kenney depois de uma de suas prisões, apoiaram Rachel Barrett e muitas outras sufragistas, libertadas da prisão para ajudar na recuperação da greve de fome e alimentação forçada. O marido de Harben deixou o Partido Liberal por causa da política e da falta de ação sobre este tratamento cruel.
No outono de 1914, o apoio dos Harbens às mulheres libertadas para se recuperar antes de serem presas novamente (sob a Cat and Mouse Act) repentinamente colocou o 'conjunto do condado' em contato com 'criminosos' como o filósofo C.E.M. Joad comentou:
Suffragettes, libertadas da prisão sob o Cat and Mouse Act, costumavam ir para Newlands para se recuperar, antes de retornar à prisão para uma nova sessão de tortura. Quando o condado ligou, como o condado ainda fazia, ficou envergonhado ao encontrar mulheres jovens de aparência abatida em roupões e djibbahs reclinadas em sofás na sala de estar de Newlands falando abertamente sobre suas experiências na prisão. Esse confronto social entre condados e criminosos em Newlands foi um dos primeiros exemplos da mistura de diferentes estratos sociais que a guerra logo tornaria um acontecimento familiar na vida nacional. Naquela época, era considerado bastante surpreendente e exigia todo o tato de Harben e de sua esposa socialmente muito competente para lubrificar as engrenagens da relação sexual na mesa de chá e preencher as pausas constrangedoras que pontuavam qualquer tentativa de conversa.